# Línea M-110 (Campo de Gibraltar)
La Línea M-110 es una ruta de transporte público en autobús del Consorcio de Transporte Metropolitano del Campo de Gibraltar. Es el servicio directo entre Los Barrios y Algeciras.
Esta ruta, junto con la M-112, tiene la peculiaridad de realizar su recorrido por la Avenida Virgen del Carmen de Algeciras, en lugar de por la travesía de la carretera Cádiz-Málaga como hacen el resto de autobuses.